# J.G.M. Schjær
Johan Gottlieb Müller Schjær (født 3. maj 1861 i Troense, død 1. juli 1938 i Gentofte) var en dansk detailhandler og politiker. Han sad i Folketinget fra april til september 1920 for Erhvervspartiet.
Schjær blev født i Troense på Tåsinge i 1861 som søn af lærer M. Schjær. Han tog præliminæreksamen i 1877 i Faaborg og var uddannet indenfor Kolonial- og kornhandel i Odense. Han var først almindelig købmand i København og handlere med slagterivarer fra 1886 til 1917.
Han var medlem af Københavns Borgerrepræsentation fra 1901 til 1909 og medlem af Sø- og Handelsretten fra 1904 til 1909. Schjær var formand for Vesterbros Handelsforening fra 1900 til 1921, formand for Centralorganisationen af Købmandsforeninger øst for Storebælt (Detailhandler-Societetet) fra 1903 til 1928, formand for De Samvirkende Købmandsforeninger i Danmark fra 1914 til 1934 og formand for repræsentantskabet for A/S Købmandsbanken fra 1918 til 1935. Han var medlem af Skandinaviske Købmænds permanente Komité og af flere kommissioner.
Schjær var kandidat til Folketinget for Erhvervspartiet ved valget i 1918 og de tre valg i 1920. Han blev valgt i Vestre Storkreds 26. april 1920 og genvalgt 6. juli 1920, men opnåede ikke genvalg 21. september 1920. Han stillede ikke op igen.
Schjær blev udnævnt til ridder af Dannebrog i 1919 og dannebrogsmand i 1924.
Han døde 1. juli 1938 i Gentofte.